# Neckarzimmern
Neckarzimmern est une commune dans l'arrondissement de Neckar-Odenwald en Bade-Wurtemberg.

## Géographie
Neckarzimmern se trouve entre Heidelberg et Heilbronn. Ce lieu, comme toute la vallée de la Neckar, est tristement célèbre au niveau européen pour avoir abrité l'un des camps de concentration nazis, camp dépendant du KL Neckarelz pendant la seconde guerre mondiale. Des prisonniers civils français et belges, certains transférés agonisants du SS-camp alsacien de Natzweiler-Struthof, y ont été exécutés sommairement en février 1945, faisant suite aux exécutions massives de Natzweiler-Struthof à partir du 31 août 1944. Ils étaient suspectés de résistance et provenaient en particulier des régions de l'est de la France et du sud de la Belgique.

### Infrastructure
Neckarzimmern est sur la B27 Schaffhouse - Stuttgart - Heilbronn - Mosbach - Wurtzbourg - Fulda - Göttingen - Harz et à la gare on peut aller tous les heures à Neckarelz et à Heilbronn-Stuttgart. Les communes voisines sont Mosbach, Gundelsheim, Haßmersheim et Obrigheim.

## Religions
Depuis la Réforme radicale au XVe siècle, Neckarzimmern était surtout protestant. Plus tard, après la Seconde Guerre mondiale, avec les réfugiés, il y a, comme aujourd'hui, à peu près 38 % de catholiques et il y a une paroisse catholique, ensemble avec Haßmersheim, Neckarelz, Diedesheim et Obrigheim.
Il y avait aussi une paroisse juive. Au XVIIIe siècle, il y avait une synagogue. Le 10 novembre 1938, le bâtiment a été détruit et incendié. 1933, 29 Juifs habitaient à Neckarzimmern. Sous le Troisième Reich, au moins 12 mouraient.

## Écoles
Neckartzimmern a une école primaire et une école maternelle protestante.

## Bâtiments
- La Burg Hornberg est la curiosité, la plus importante de Neckarzimmern et un très important fort du Neckartal. Il était le fort de Götz von Berlichingen
- Nouveau Château / Hôtel de ville

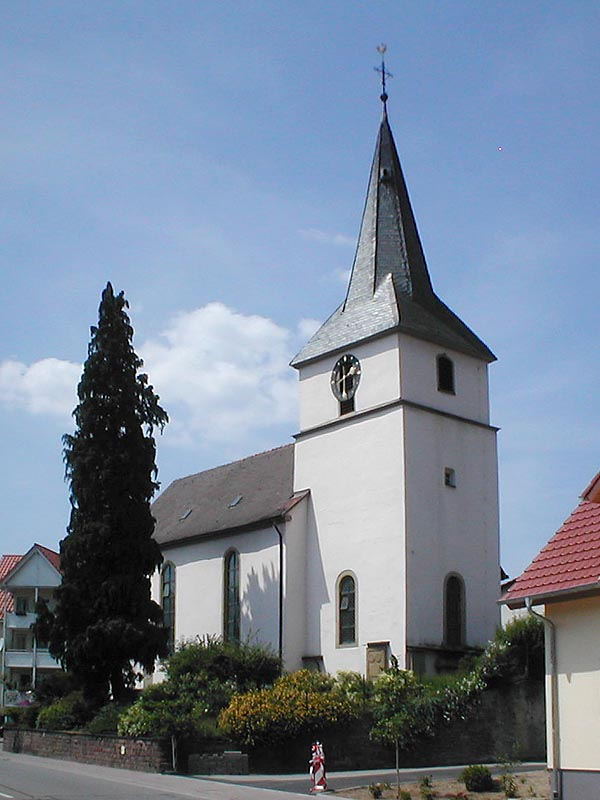
Église protestante
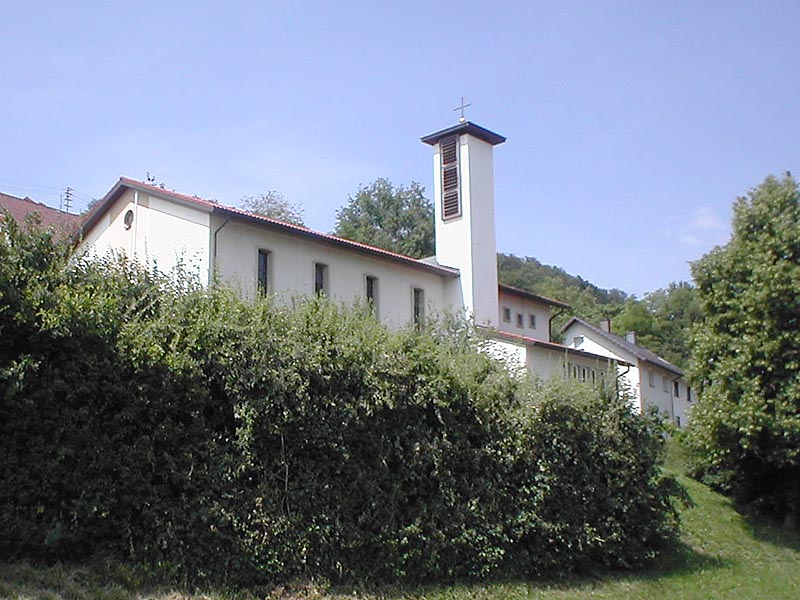
Église catholique
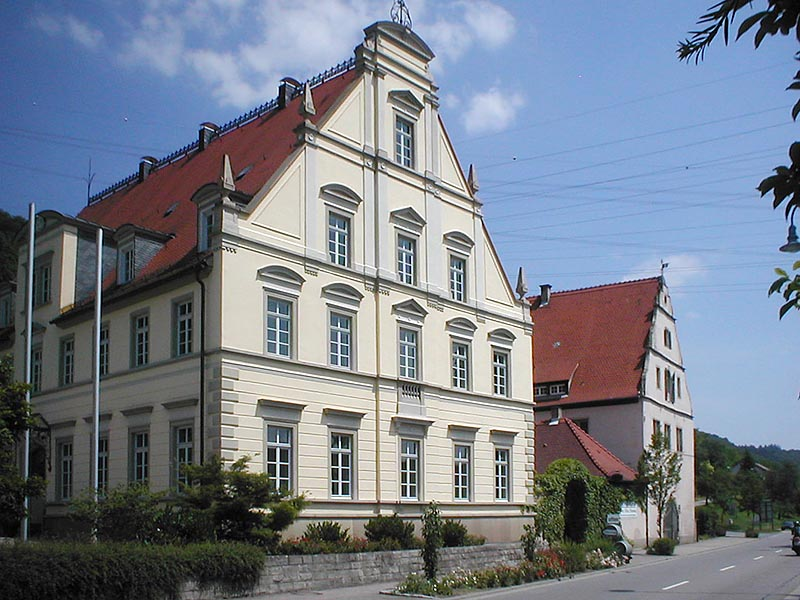
Nouveau Château, utilisé par hôtel de ville

- quelques maisons à colombage

- Église protestante
- Église catholique
- Nouveau Château, utilisé par hôtel de ville

## Personnages

### Neckarzimmeriens célèbres
- 1886, 17 mars, Emil Stumpp, † 5 avril 1941 à Stuhm, journaliste allemand

### Habitants célèbres
- Dagobert Ier d'après une légende
- Notburga d'après une légende
- Conz Schott von Schottenstein
- Götz von Berlichingen, général mort dans le château de Hornberg (de)
- Ludwig von Gemmingen zu Hornberg
- Ernst von Gemmingen-Hornberg